# Курт Ройбер
Курт Ройбер (понякога Райбер, на немски: Kurt Reuber; 26 май 1906 г., Касел – 20 януари 1944 г., Елабуга) е германски военен лекар, воювал в 16-та танкова дивизия на Вермахта в Сталинград, автор на „Сталинградската Мадона“.

## Детство, юношество
Курт Ройбер е роден на 26 май 1906 г. в германския град Касел в бедно селско семейство. Родителите на Курт са набожни, в резултат на което той получава възпитание, което съответства както на селските традиции, така и на религиозните ценности. Склонността на момчето да рисува се проявява рано, но противно на художествените му интереси, той не отива в художествената академия, а става теолог в университетите в Марбург и Тюбинген, тъй като това обучение е безплатно. Вечер, след часовете, посещава курсове по рисуване. В Касел се запознава с Алберт Швайцер, автор на световноизвестни трудове по история на християнството и философия на културата. В края на обучението си Ройбер служи в църквата на село Вихманхаузен, разкъсан в същото време какво да избере – медицина или църква. Дилемата е решена от Швайцер: Ройбер започва да служи във Вилингсхаузен на река Швалм. Тук, под „влиянието“ на местните природни красоти, той се връща към рисуването. Интересът му към медицината също взима своето: учи я в Марбург, а през 1933 г. защитава дисертация, а през 1938 г. защитава докторска дисертация на тема „Етика на медицинската класа“. От този момент нататък денят на д-р Ройбер е разделен по следния начин: той работи половин ден в клиника, посвещава половин ден на църквата – чете проповеди. Почти няма време за рисуване.

## На фронта
Необходимостта от лекари на първа линия води до факта, че през октомври 1939 г. Ройб е призован за военна служба на Балканите. Работейки в болници и влакове за бърза помощ, той преминава през Румъния, България, Гърция, където е ранен.
След възстановяването си е изпратен в района на концентрация на войските на Вермахта преди нападението срещу СССР. От лятото до зимата на 1941 г. лекарят Ройбер обслужва районите на окупираната територия, запознава се с руския народ, рисува ги. До лятото на 1942 г. прави около 150 рисунки, които донася у дома по време на отпуските си. По-късно рисунките, направени от Ройбер край Сталинград, са изнесени от неговия командир. През 1942 г. Ройбер е сред тези, които участват в битката при Сталинград.

## Елабуга
След края на битката при Сталинград Курт Ройбер се озовава в лагер No 97 на НКВД в град Елабуга.
В Руския държавен военен архив има тетрадка на Курт Ройбер, в която сред записите има няколко скици на „Сталинградската мадона“, последната от които е от 26 октомври 1943 г., когато Ройбер е в лагера за военнопленници No 97 в Елабуга.
Курт Ройбер умира на 20 януари 1944 г. в лагерния лазарет от церебеларен абсцес.